# Sérgio Araújo
Sérgio Araújo, właśc. Sérgio Araújo de Melo (ur. 12 września 1963 w Timóteo) – brazylijski piłkarz i trener, występujący podczas kariery na pozycji napastnika.

## Kariera klubowa
Karierę piłkarską Sérgio Araújo rozpoczął w klubie Clube Atlético Mineiro w 1981. W barwach Galo zadebiutował 10 czerwca 1981 w zremisowanym 1-1 meczu ligi stanowej z Tupi FC. W lidze brazylijskiej zadebiutował 27 stycznia 1985 w zremisowanym 1-1 meczu z Flamengo. Z Atlético pięciokrotnie mistrzostwo stanu Minas Gerais – Campeonato Mineiro w 1981, 1982, 1985, 1986 i 1988.
W latach 1988–1989 był zawodnikiem CR Flamengo, a w 1989 Grêmio Porto Alegre i ponownie Atlético Mineiro. W 1990 występował w Fluminense FC, Guarani FC i CR Vasco da Gama. W latach 1991–1993 po raz trzeci był zawodnikiem Atlético Mineiro. Z Galo zdobył kolejne mistrzostwo stanu Minas Gerais w 1991 oraz Copa CONMEBOL 1992.
W barwach Galo 12 października 1993 w przegranym 1-3 meczu ze Vasco Sérgio Araújo wystąpił po raz ostatni w lidze brazylijskiej. Ogółem w latach 1985–1993 wystąpił w lidze w 183 meczach, w których strzelił 26 bramek. Ogółem w barwach Atlético Mineiro rozegrał 360 spotkań, w których strzelił 58 bramek. W latach 1993–1995 występował w Portugalii w Vitórii Setúbal. Po powrocie występował jeszcze m.in. w Internacionalu Limeira, Ponte Preta Campinas, Avaí FC i Villa Nova AC. Karierę zakończył w Serra FC w 2000.

## Kariera reprezentacyjna
W reprezentacji Brazylii Sérgio Araújo zadebiutował 9 grudnia 1987 w wygranym 2-1 towarzyskim meczu z reprezentacją Chile. Drugi i ostatni raz w reprezentacji Sérgio Araújo wystąpił 12 grudnia 1987 w zremisowanym 1-1 towarzyskim meczu z reprezentacją RFN.
| Mecze i gole w reprezentacji | Mecze i gole w reprezentacji | Mecze i gole w reprezentacji | Mecze i gole w reprezentacji | Mecze i gole w reprezentacji | Mecze i gole w reprezentacji | Mecze i gole w reprezentacji |
| #                            | Data                         | Miasto                       | Przeciwnik                   | Gol                          | Wynik                        | Rozgrywki                    |
| ---------------------------- | ---------------------------- | ---------------------------- | ---------------------------- | ---------------------------- | ---------------------------- | ---------------------------- |
| 1.                           | 09.12.1987                   | Uberlândia                   | Chile                        |                              | 2:1                          | towarzyski                   |
| 2.                           | 12.12.1987                   | Brasília                     | RFN                          |                              | 1:1                          | towarzyski                   |

## Kariera trenerska
Po zakończeniu kariery piłkarskiej Sérgio Araújo został trenerem. W latach 2007–2008 był trenerem Operário Várzea Grande.